# Bieździedza

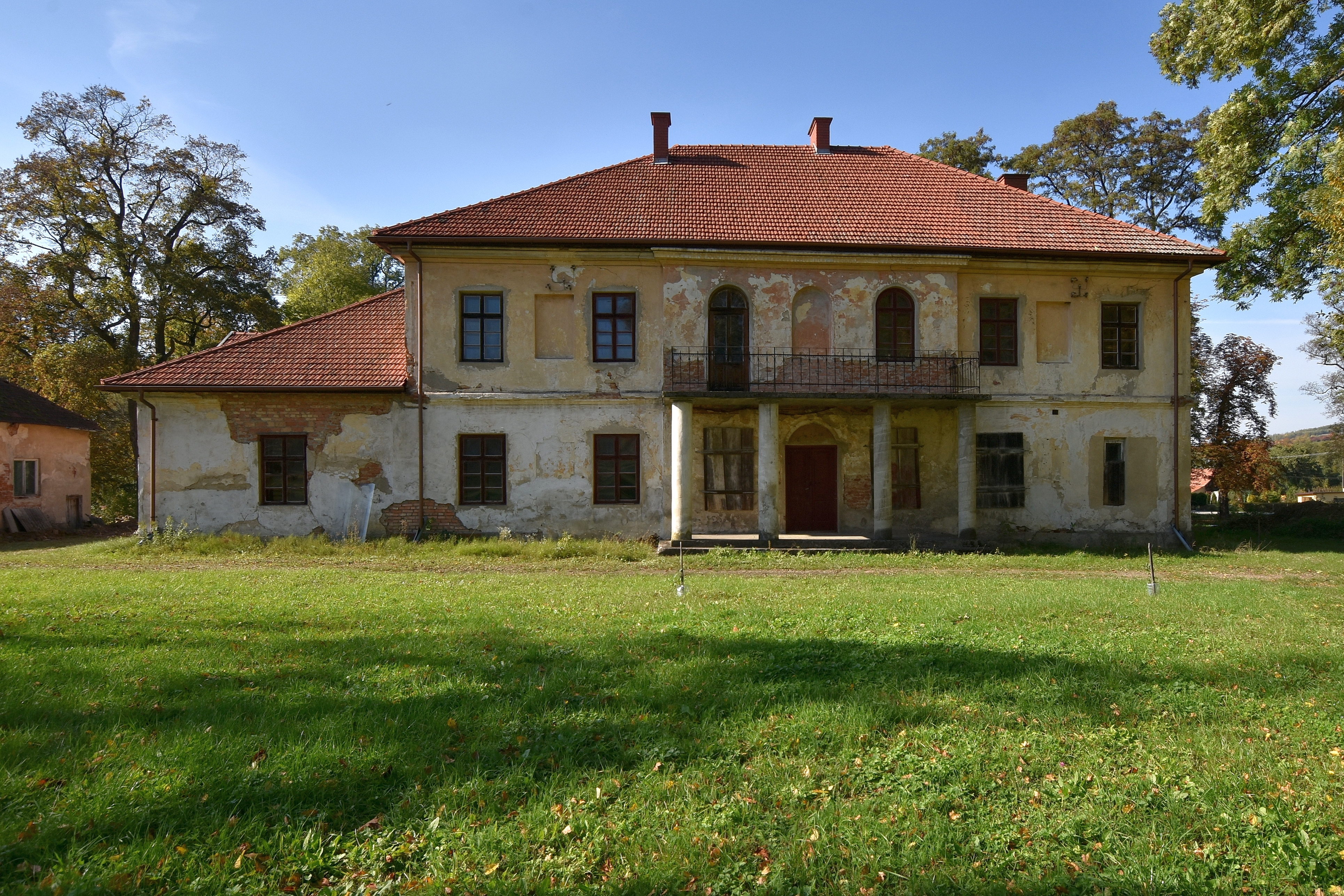
Pałac w Bieździedzy

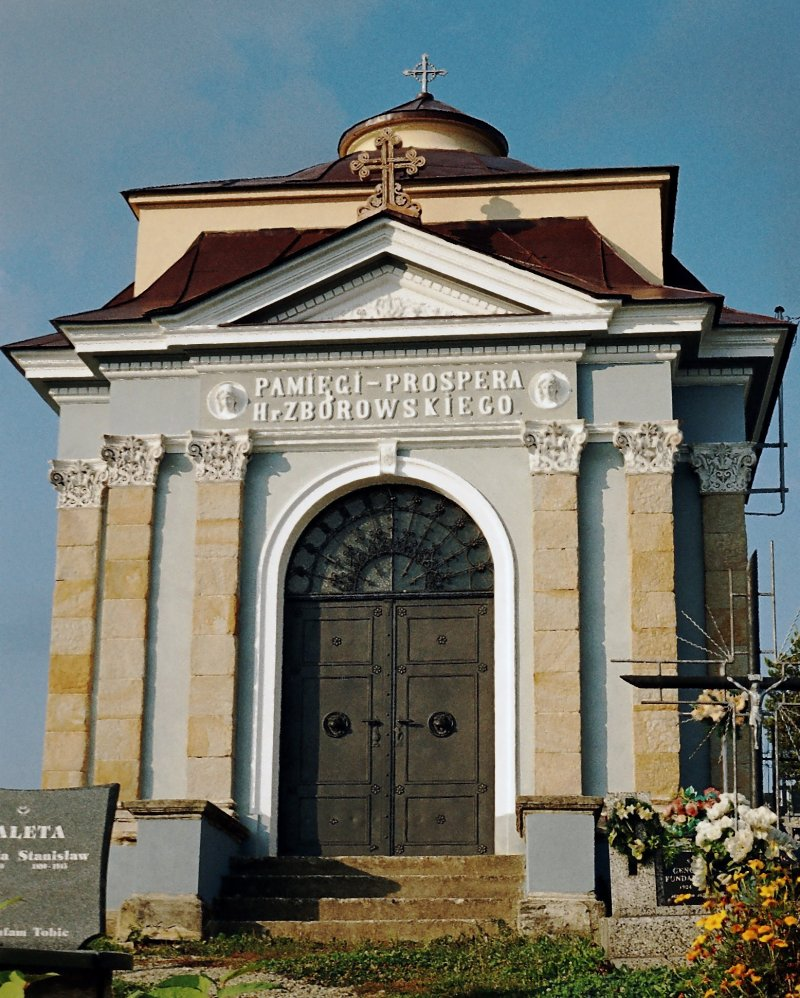
Cmentarna kaplica z pierwszej połowy XIX wieku

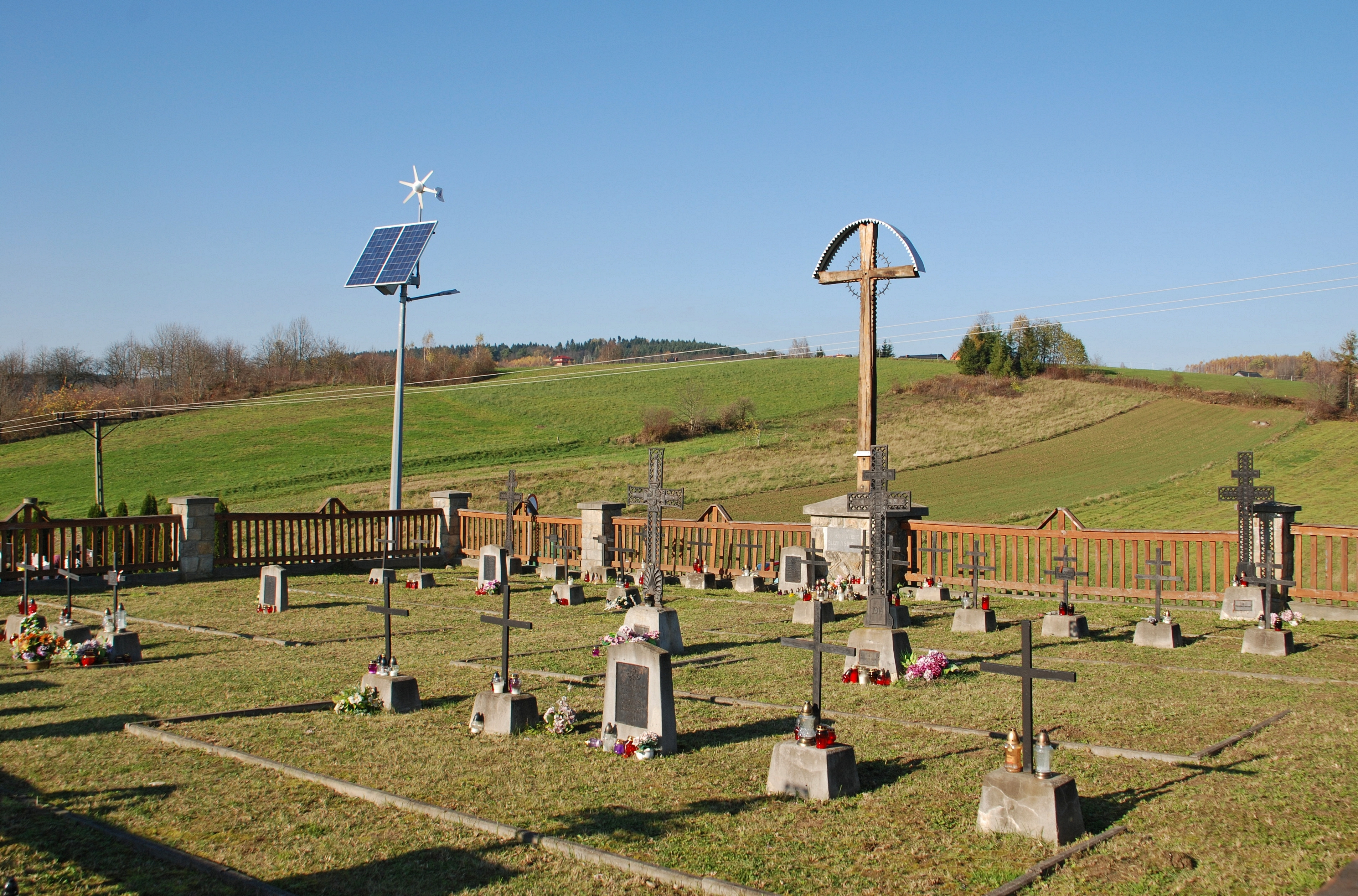
Cmentarz wojenny nr 40

Bieździedza (daw. Bezdochoici, Beszdzyedza, Biezdziedza) – wieś w Polsce położona w województwie podkarpackim, w powiecie jasielskim, w gminie Kołaczyce.
W latach 1975–1998 miejscowość administracyjnie należała do województwa krośnieńskiego.
Miejscowość jest siedzibą parafii pod wezwaniem Świętej Trójcy, należącej do dekanatu Brzostek, diecezji rzeszowskiej.

## Części wsi
| SIMC    | Nazwa | Rodzaj    |
| ------- | ----- | --------- |
| 0353945 | Łazy  | część wsi |
| 0353951 | Rzeki | część wsi |

## Geografia
Od wschodu sąsiaduje z Bieździadką, od zachodu z Kołaczycami i Nawsiem Kołaczyckim, od północy z Sowiną. Przez miejscowość przebiega droga powiatowa Kołaczyce – Lubla.
Przysiółek Rzeki położony jest przy głównej drodze do Sowiny. Jego nazwa pochodzi prawdopodobnie od płynącej obok rzeki. Ta część wsi liczy około 30 domów.
Przysiółek Łazy leży na południe od kościoła.

## Historia

### Powstanie wsi
Jako własność benedyktynów tynieckich występuje już Bieździedza w 1105 r.
Bieździedza należy do najstarszych miejscowości Podkarpacia, jakie potwierdzają dokumenty pisane w Krakowie (maj 1123 – styczeń 1125) i wydane przez legata papieskiego Kaliksta II, przeprowadzający legację w Polsce Idzi z Tuskulum, który za zgodą Bolesława Krzywoustego i syna Bolesława oraz bp. krakowskiego Radosta zatwierdzał posiadłości klasztoru opactwa benedyktynów w Tyńcu, m.in.: Bieździedza, Krajowice, Pilzno, Brzostek (Brestek), Klecie (Clececi), Dęborzyn (Doborin), Szebnie, i wioskę „Vnochovici” (Januszkowie?). Miejscowości te musiały powstać znacznie wcześniej.

### Helwigowie Bieździedzcy
W 1311 r. właścicielem wsi Bieździedza był rycerski ród Helwigów herbu Grzymała, który wybudował w tej miejscowości pierwszy drewniany kościół około 1320 r., a w 1326 r. została powołana Parafia Świętej Trójcy w Bieździedzy. Do 1340 r. przez wieś prowadził królewski trakt z Kleci przez Sowinę, Bieździadkę do Jasła z odnogą na Zamek Golesz (Krajowice), przygotowany do wyprawy na Ruś Halicką; 1357 rok – akt lokacyjny Kazimierza Wielkiego dla braci: Krzesława, Erazma i Jana. W 1445 r. Helwig Bieździedzki herbu Grzymała wynajął swoje dobra na dwa lata Piotrowi z Rozembarku. Stara Bieździedza rozciągała się wzdłuż starej drogi liczącej ok. 12 km (od Warzyc po Klecie) i po obu jej stronach w pasie wynoszącym ok. 4 km (od Zantkowej do lasów Lubli). W środkowej części tego pasa znajdowało się centrum handlowo-kościelne z karczmą, targowiskiem i kościołem parafialnym.

### Broniowscy
Historia wsi Bieździedzy po Helwigach wiąże się ze starym szlacheckim rodem Broniowskich herbu Tarnawa, którzy posiadali tę miejscowość w 1535 r., a jej znaczniejszym przodkiem był Marcin Broniowski, burgrabia krakowski i dworzanin królewski, nagrodzony przez Jana Olbrachta starostwem w Lubaczowie i wójtostwami potwierdzonymi także przez Zygmunta Starego, które utorowały drogę do dworu królewskiego następnym z rodu. Stanisław Broniowski, chorąży przemyski, służył na dworze Zygmunta Starego i w 1546 r. wysłany został jako poseł Rzeczypospolitej do Konstantynopola na dwór sułtana Sulejmana Wspaniałego w celu załatwienia pokoju z Turcją (4 kwietnia 1578). Choć w pełni nie załatwił tej ugody, jednak cieszył się względami na dworze Zygmunta Augusta. Był podróżnikiem i twórcą pierwszego opisu ówczesnego Krymu – Tartariae descriptio (Opis Tatarii) w języku łacińskim i zarazem pierwszej informacji o żyjącym tam ludzie. Sporządził unikalne mapy północnych wybrzeży Morza Czarnego – uważane dzisiaj za zabytek i osiągnięcie polskiej kartografii, wydane drukiem w 1963 r.
Właścicielem Bieździedzy, był Wincenty Broniowski, zwany „hreczkosiejem na kilku zagonach”. W 1560 r., Wincenty, gorący zwolennik reformacji, powziął myśl zamiany kościoła na zbór. W czasie agitacji za nową wiarą doszło w Bieździedzy do „cudu”, o którym opowiedziała kontrreformacyjna literatura w całej Europie. Innowierczy minister (ksiądz) z otoczenia Wincentego umówił się z Mateuszem, że na oczach zgromadzonego ludu zdoła go „wskrzesić”. Położony został Mateusz na pogrzebowe mary i w rzeczywistości nagle zmarł! „Cud” się nie udał i pomimo wszystkich możliwych modłów, Mateusz pozostał martwy... Niderlandzki teolog Wilhelm Lindenus był jednym z pierwszych, którzy tę informację podali, pisząc w druku wydanym w Kolonii w 1565 r., że „cud” miał miejsce we wsi: „Biezdziedza... Biecz et Sandecz civitatibus propinquo” (w Bieździedzy... położonej w pobliżu miast Biecza i Sącza). Potem notowano ten fakt w druku wydanym w Neapolu w 1596 r. Zasłynęła Bieździedza w Europie w sposób zgoła nieoczekiwany, a Wincenty Broniowski dzięki temu utrwalił swe imię w historii.
Trzeci z braci, Marcin Broniewski karierę dworską zaczął na dworze Zygmunta Augusta. W 1577 r. rekomendowali go na stanowisko sekretarza Stefana Batorego tacy, jak hetman Jan Zamoyski, biskup krakowski Piotr Myszkowski i wojewoda podolski Mikołaj Mielecki. Znalazł się w Marcin w najbliższym otoczeniu króla, do tego w gronie ludzi realizujących najbardziej tajne jego zamierzenia związane z polityką zagraniczną Rzeczypospolitej. Udało się Batoremu poskromić bunt Gdańska, zawrzeć układ 5 listopada 1577 r. z Turcją, ale wobec przygotowań do wojen moskiewskich (zaczętych 30 sierpnia 1579 r. wyprawą na Połock) sprawa stosunków z Tatarami podległymi Turcji i z całym imperium Osmanów.
Powierzył król misję do Tatarów Andrzejowi Taranowskiemu, ale widać nie bardzo się powiodła, skoro najechali oni zagonem południowo-wschodnie ziemie Rzeczypospolitej, „przy pierwszych trawach” roku 1578 i dopiero Janusz Zbaraski rozbił czambuły pod Bracławicami. W tym samym czasie, 4 kwietnia 1578 r. instrukcje poselskie otrzymuje kolejny polski poseł – Marcin Breniowski. Rusza na Krym do chana Mehmeda Gireja, pomykając przez kraj ogarnięty pożogą wojenną... Udaje mu się nie tylko dotrzeć do chana, ale i wypracować preliminaria pokojowe, z czym spiesznie wrócił na dwór królewski. Układ z Tatarami stanął w końcu 1578 r. Wkrótce znowu Broniewski rusza na Krym. Przebywa tu przez 9 miesięcy. Przysłał na dwór Batorego dwa niezwykle dokładne raporty, iście... szpiegowskie! Powrócił do kraju w 1579 r., bo król wysyła go w końcu tego roku na sejmik chełmski. Dalsze lata spędził Broniewski w służbie państwowej i wojskowej, a Stefan Batory nadał mu godność podczaszego przemyskiego i starostwo w Medyce koło Przemyśla. Zmarł przed 31 marca 1593 r., bo sejmik ruski w Sądowej Wiszni obraduje wtedy nad spłatą długów po nim, które „(...) na potrzebę Rzeczypospolitej jeżdżąc do Tatar był zaciągnął...”, jak notuje źródło.
Wśród znakomitych postaci Rodu Broniewskich był także Piotr Broniewski, tytularny „rycerz z Bieździedzy”, syn Marcina. Zachowane materiały z jego życiorysu obejmują okres do 1600 r. Według ksiąg immatrykulanych (wpisy na studia) w 1578/79 studiował w Bazylei: Petrus Broniowski de Byedziedza, Polonus. W 1586 w Lipsku: P. Broniowski de Biezdzietza i w Padwie w roku 1592

### Romerowie
Szlachecki ród Romerów herbu Jelita przybył do Bieździedzy z Chyszowa (obecnie dzielnica Tarnowa) na przełomie XVI i XVII wieku. Sam ród pochodził z niemieckiej nobilitowanej szlachty (1470), która pisała się Romer (lub Rämer). Z gałęzi tej rodziny do Polski przybył Romer za zgodą Władysława Jagiełły i założył pod Tarnowem wieś Chyszów. Pierwsza wzmianka o Romerach w Bieździedzy pochodzi z lat 1596-1598, co odnotowano przez bpa Krzysztofa Kazimierskiego, wizytatora z polecenia kard. Jerzego Radziwiłła: „Bezdzieża. Nad. Anny z Roszkowa. Dziesięciny Romer nie płaci”. Wdowa po Jerzym Romerze, Zofia z Chmielnickich, na swój koszt dobudowała do kościoła kaplicę (tzw. „Romerowską”). Imię Jerzego Romera otworzyło nową gałąź Romerów z Bieździedzy i Bieździadki. W 1600 r. członkowi tej rodziny, Jerzemu Romerowi, Piotr Broniewski sprzedał wszystkie położone tam majętności dziedziczne. Podczas władania Bieździedzą i okolicznymi wsiami przez Romerów, na początku 1657 r. miał miejsce najazd wojsk siedmiogrodzkich Jerzego II Rakoczego, który je spustoszył. Ród Romerów zadomowił się tu aż do 1945 r., kiedy zlikwidowano w Polsce ziemiaństwo i przymusowo rozparcelowano ich majętności.
Postaci z rodu Romerów:
- Aleksander Romer – założyciel fabryki gobelinów (1760) w Bieździadce;
- Cyprian Romer – w 1818 r. otrzymał tytuł hrabiego nadany przez cesarza Austrii Franciszka I;
- Jan Romer – generał;
- Jan Stefan Romer (ur. 1860 zm. 24 października 1917) – syn Stanisława i Marii z Bobrowskich, ukończył prawo w Wiedniu, w 1900 ożenił się z Desirée Castell-Rüdenhausen[10] (1880-1926). Pochowany w podziemiach kościoła w Bieździedzy[11].
- Eugeniusz Romer – geograf i kartograf.

## Zabytki

### Kościół
W centrum wsi znajduje się murowany gotycki kościół z XV wieku z wolno stojącą dzwonnicą. Wewnątrz świątyni znajduje się szereg „świadectw” zabytkowych w postaci nagrobków i epiafie upamiętniające fundatorów:
- Przed wielkim ołtarzem w posadzce jest płyta grobowa niewiadomego księdza z 1504 r.
- W kruchcie południowej mała tablica z marmuru czerwonego Joanny Romerowej z 1737 r. z herbami Habdank i Nieczuja oraz napisem: Joanna z Ankwiczów – ROMEROWA – podstolina pilźnińska (sic) – prosi – o jedno pozdrowienie – umarła dnia 28 lipca – roku pań. 1737
- Chrzcielnica spiżowa w kształcie kielicha z napisem: „Synte johannes taufte im Jordane, so taufe du in dem heiligen Geist – maria bit for uns amen”. To dawna formuła: „Św. Jan chrzcił w Jordanie, ty chrzcij w Duchu Świętym – Mario, módl się za nami. Amen”[12]
- Na prawo portalu wejściowego zewnątrz kościoła, tablica prostokątna: TU LEŻY W. I. X. MICHAŁ – Z CHYSZOWA ROMER – Proboszcz Kollegiaty Bobowskiey – Pleban Bieździecki żył lat 69 – Umarł roku 1786 – prosi o – ZDROWAŚ MARYA
- W kruchcie południowej tablica z marmuru czarnego z napisem poświęconym Kazimierzowi (zm. 1791) i Franciszce z Duninów Brzezińskich (zm. 1809) Słotwińskim
- Zewnątrz kościoła na ścianie zachodniej: Ku uczczeniu pamięci Ks. Walentego Świrzowicza, plebanta tutejszego 1812 r.

### Kaplica
Kaplica pw. Zwiastowania NMP z 1615 r. Wnętrze kwadratowe z zaokrągloną kopułą 16-boczną, którą wieńczy 8-boczna latarnia
- Tablica z marmuru czarnego (przepalona od pożaru): Ku pamięci Rozalii z Oraczewskich Romerowej, zmarłej 1809 r
- Tablica z czarnego marmuru (przypalona od pożaru): Julianna, Antoniego i Rozalii Romerów córka, Kantego Słotwińskiego żona, zm. 1834
- Na ścianie naprzeciw ołtarza, tablica z 1851 r.: - D. O. M. – EDMUNDUS DE CHYSZOW – ROMER – natus in Bieździedza die XVII Sept. A.D. MDCCLXXV – obiit Cracoviae die XV Januarii A.D. MDCCCXLI (dalszy napis mówi, że pomnik postawiła żona, Salomea z Pilińskich)

### Pałac
W zachodniej części stoi murowany pałac z XIX wieku w stylu klasycystycznym z czterokolumnowym portykiem.

### Cmentarz
Cmentarz parafialny a na nim kaplica Zborowskiego z pierwszej połowy XIX wieku, oraz kwatera żołnierzy niemieckich, austriackich i rosyjskich poległych podczas I wojny światowej, znana jako Cmentarz wojenny nr 40 – Bieździedza

### Inne
We wschodniej części można znaleźć wały zwane „Basztą” (na granicy z Bieździadką) będące pozostałością po budowli obronnej z XIV-XV wieku.

## Sport i rekreacja
Ogniwo LZS powstało w Bieździedzy w 1955 r., ale sekcja piłki nożnej dopiero po 10 latach, w 1965 r. Drużyna seniorów w trakcie wielu sezonów uczestniczyła w rozgrywkach różnych szczebli – od Ligi Wiejskiej do Ligi Okręgowej. Drużyny młodzieżowe trampkarzy i juniorów występowały w klasie okręgowej.
We wsi działają Koło Gospodyń Wiejskich, Stowarzyszenie Przyjaciół Ziemi Bieździedzkiej oraz klub sportowy LKS „Orzeł”.